# Gakulnagar
Gakulnagar è una suddivisione dell'India, classificata come census town, di 9.037 abitanti, situata nel distretto del Tripura Occidentale, nello stato federato del Tripura. In base al numero di abitanti la città rientra nella classe V (da 5.000 a 9.999 persone).

## Società

### Evoluzione demografica
Al censimento del 2001 la popolazione di Gakulnagar assommava a 9.037 persone, delle quali 4.918 maschi e 4.119 femmine. I bambini di età inferiore o uguale ai sei anni assommavano a 1.314, dei quali 668 maschi e 646 femmine. Infine, coloro che erano in grado di saper almeno leggere e scrivere erano 5.946, dei quali 3.603 maschi e 2.343 femmine.